# Ticino (trein)
De Ticino was een Europese internationale treindienst voor de verbinding Zürich - Milaan. De trein is vernoemd naar het Zwitserse kanton Ticino aan de zuidkant van de Gotthard en de gelijknamige rivier Ticino die regelmatig door de trein gekruist wordt.

## Trans Europ Express
De Ticino was samen met de TEE Gottardo en de TEE Cisalpin een van de treinen die op 1 juli 1961 de verbinding tussen het noordelijke en zuidelijke deel van het TEE-net tot stand brachten. Tevens waren deze drie de eerste TEE's met elektrische tractie. De rit over de Gotthardbahn werd zonder te stoppen afgelegd. De enige stop in Ticino was Lugano. Omdat de Zwitserse treinstellen onder alle stroomsystemen kunnen rijden kon ook het traject Lugano - Como zonder stop aan de grens worden afgelegd.

### Rollend materieel
De treindienst werd verzorgd door de meersysteem treinstellen van de SBB.

### Route en dienstregeling
De Ticino startte op 1 juli 1961 onder de treinnummers MZ1 in Zwitserland en 694 in Italië voor de noordwaartse trein en 697 in Italië en ZM4 in Zwitserland voor de zuidwaartse trein. De Ticino reed 's morgens naar Zürich en 's middags terug en de Gottardo reed 's morgens naar Milaan en 's middags terug. Op 26 mei 1963 werden de treinnummers in Zwitserland gewijzigd, ZM4 werd TEE 86 en MZ1 werd TEE 83. Op 28 mei 1967 werden de nummers in Zwitserland en Italië gelijk getrokken en werd TEE 86 gewijzigd in TEE 87 en TEE 83 gewijzigd in TEE 88. De invoering van de Europese treinnummering op 23 mei 1971 betekende dat de TEE 87 voortaan reed als TEE 57 en de TEE 88 als TEE 56. (let op dat het destijds in Italië een uur later was dan in Zwitserland)
| TEE 57 | land        | station         | km  | TEE 56 |
| ------ | ----------- | --------------- | --- | ------ |
| 12:40  | Zwitserland | Zürich          | 0   | 12:15  |
| 15:30  | Zwitserland | Lugano          | 216 | 09:17  |
| 16:55  | Italië      | Como            | 247 | 09:49  |
| 17:29  | Italië      | Milano Centrale | 293 | 09:15  |

Er zijn meerdere voorstellen geweest om de Ticino te verlengen tot Bazel maar dat is, in verband met het in dat geval wegvallen van een middagtrein uit Zürich, nooit gebeurd. Op 25 mei 1974 werd de TEE-Ticino opgeheven.

## D-Trein
Op 26 mei 1974 is de Ticino voortgezet als D-trein D 366 - 367 op de route Milaan - München via Zürich. Deze D-trein is op 23 mei 1982 opgeheven.

## Eurocity
Na de aflevering van de Eurocity rijtuigen van de SBB, keerde de Ticino op 23 mei 1993 terug in de dienstregeling als EuroCity EC 51,52 op de oorspronkelijk verbinding Zürich - Milaan, als bijzonderheid reed een panoramarijtuig (Apm 19) van SBB mee in de trein. In 1995 volgde een routewijziging en verloor de Ticino de EuroCity status. Vanaf 29 mei 1995 reed de trein als IC 356,357 van Basel via Luzern en de Gotthard naar Milaan. Op 1 juni 1997 nam Cisalpino de exploitatie van de trein over en zette daarvoor een treinstel van het type ETR 470 in. Vanaf 10 juni 2001 tot 11 december 2005 werd weer door SBB gereden als intercity met getrokken rijtuigen, nu met de nummers IC 251,252. Op 11 december 2005 werd de exploitatie van de reizigers treinen tussen Italië en Zwitserland ondergebracht bij Cisalpino en herkreeg de Ticino de status van EuroCity. De EC 109,110 reed nu als Cisalpino Ticino tussen Basel en Milaan.
| EC 109            | land        | station         | km | EC 110 |
| ----------------- | ----------- | --------------- | -- | ------ |
| 07:04             | Zwitserland | Basel SBB       |    | 18:51  |
| 07:32             | Zwitserland | Olten           |    | 18:25  |
| 08:21             | Zwitserland | Luzern          |    | 17:38  |
| 08:47             | Zwitserland | Arth-Goldau     |    | 17:08  |
| Gotthardspoorlijn |             |                 |    |        |
| 10:36             | Zwitserland | Bellinzona      |    | 15:21  |
| 11:03             | Zwitserland | Lugano          |    | 14:53  |
| 11:28             | Zwitserland | Chiasso         |    | 14:12  |
| 11:47             | Zwitserland | Como            |    | 14:07  |
|                   | Italië      | Seregno         | ↑  |        |
|                   | Italië      | Monza           | ↑  |        |
| 12:35             | Italië      | Milano Centrale |    | 13:25  |